# Paranaesthetis metallica
Paranaesthetis metallica är en skalbaggsart som beskrevs av Stefan von Breuning 1982. Paranaesthetis metallica ingår i släktet Paranaesthetis och familjen långhorningar. Inga underarter finns listade i Catalogue of Life.